# Pereskia aculeata
Pereskia aculeata, popularmente conhecida como ora-pro-nóbis (do latim ora pro nobis: 'ora por nós'), orabrobó, lobrobó ou lobrobô, é uma cactácea trepadeira folhosa. É uma planta, rústica, perene, desenvolvendo-se bem em vários tipos de solo, tanto à sombra como ao sol. Muito usada em cercas-vivas, com frutos do tipo baga, amarelos e redondos. A planta é também empregada para a produção de mel.
É originária do continente americano, onde tem ampla distribuição - desde o sul dos Estados Unidos até a Argentina, passando pelas ilhas do Caribe. Planta perene, rústica e resistente à seca, é a única espécie do gênero Pereskia que tem hábito de liana. No Brasil, ocorre em florestas perenifólias, nos estados de Maranhão, Ceará, Pernambuco, Alagoas, Sergipe, Bahia, Minas Gerais, Espírito Santo e Rio de Janeiro.
A denominação do gênero Pereskia refere-se ao botânico francês Nicolas-Claude Fabri de Peiresc, e o termo aculeata (do latim ăcŭlĕus, 'agulha' ou 'espinho') significa dotado de espinhos.

## Usos
Por serem ricas em ferro, as folhas da Pereskia aculeata ajudam a curar anemias. Podem ser usadas frescas ou, secas e moídas, no preparo da farinha múltipla, complemento nutricional empregado no combate à desnutrição. Ricas em mucilagem, contribuem para o bom funcionamento do intestino.[carece de fontes?]
As folhas e flores são ingredientes de diferentes receitas de sopas, omeletes, tortas e refogados, sendo muito usadas na culinária das cidades históricas do estado de Minas Gerais, onde a planta é muito conhecida (ver: Culinária de Minas Gerais). Na cidade de Sabará, onde ocorre anualmente o Festival do Ora-pro-nóbis, teria surgido a lenda de que o nome '"ora-pro-nóbis" teria sido criado por pessoas que colhiam a planta no quintal da casa do pároco local, que rezava uma ladainha. Em Tiradentes, outra cidade de Minas Gerais, também há restaurantes que servem o ora-pro-nóbis, sendo apreciado o frango com ora-pro-nóbis.[carece de fontes?]
Cruas, as folhas podem ser consumidas em saladas; desidratadas e trituradas, podem servir para enriquecer a farinha usada no preparo de massas e pães. As folhas secas contêm 25,4% de proteínas (razão pela qual a planta é conhecida como "carne de pobre") de alta digestibilidade (85%). Contém aminoácidos essenciais, em teores excepcionalmente elevados, destacando-se a lisina, cujo teor, no ora-pro-nóbis, é superior ao do milho, da couve e do espinafre. As folhas também são ricas em vitaminas A, B e C , ferro, magnésio, cálcio e fósforo.
Acredita-se que o cultivo em larga escala, com processamento industrial, do ora-pro-nóbis possa vir a provocar uma verdadeira revolução nos recursos alimentícios da humanidade, tendo em vista a facilidade do cultivo, a alta produtividade e o valor nutricional da planta, que serve também para alimentação animal, in natura ou adicionada à ração.

## Cultivo
Propaga-se por meio de estacas plantadas em solo fértil enriquecido de matéria orgânica. Depois de enraizada, é transplantada para o local definitivo. Em épocas de chuva pode ser plantada diretamente no local definitivo. Seu desenvolvimento, quando propagada por estaquia, é lento nos primeiros meses mas, após formação das raízes, tem o crescimento bastante acelerado.
A Pereskia aculeata não deve ser confundida com a Pereskia grandifolia ou a Pereskia bleo. A maior diferença entre estas espécies seria o formato da planta, uma vez que Pereskia aculeata é uma liana (trepadeira) enquanto as outras espécies são arbustivas. Além disso, elas também apresentam flores com formatos e cores diferentes.  Pereskia aculeata tem flores brancas com o miolo alaranjado e que podem servir como alimento.Pereskia grandifolia e Pereskia bleo apresentam flores róseas e alaranjadas, respectivamente.

## Usos medicinais
As folhas de Pereskia aculeata têm sido empregadas na medicina tradicional para tratar distúrbios renais, curar feridas na pele e processos inflamatórios e como um emoliente eficaz. Estudos científicos com extratos das folhas desta espécie relataram propriedades biológicas, como atividade anti-inflamatória tópica in vivo, cicatrização de feridas e atividade antinociceptiva. Outras propriedades foram atribuídas às folhas em experimentos in vitro como atividade antioxidante, antitumoral, antiproliferativa, tripanocida, antimicrobiana e anticolinesterásica.